# Calceolaria elatior
Calceolaria elatior là một loài thực vật có hoa trong họ Calceolariaceae. Loài này được Griseb. mô tả khoa học đầu tiên năm 1879.